# Pablo Bellido Acevedo
Pablo Bellido Acevedo (La Línea de la Concepción, 23 d'abril de 1976) és un polític espanyol del Partit Socialista Obrer Espanyol (PSOE), president de les Corts de Castella-la Manxa des de 2019. Anteriorment, va ser alcalde d'Azuqueca de Henares (2007-2015) i diputat a la xii legislatura del Congrés dels Diputats.
Va néixer el 23 d'abril de 1976 a La Línea de la Concepción (província de Cadis). Llicenciat en dret per la Universitat d'Alcalá, el 2001 va entrar a militar a les Joventuts Socialistes d'Espanya el 2001, i el 2002 es va afiliar al Partit Socialista Obrer Espanyol (PSOE). Va ser elegit regidor de l'Ajuntament d'Azuqueca a les eleccions municipals de 2003 i va passar a exercir de responsable de l'àrea de Govern municipal de Comerç, Consum i Relacions Institucionals durant la corporació 2003-2007.
Cap de llista del PSOE a les eleccions municipals de 2007, va ser investit com a alcalde d'Azuqueca el 17 de desembre de 2007, després d'una moció de censura amb èxit presentada contra José Luis Moraga, alcalde del Partit Popular. Va renovar el seu mandat d'alcalde després de les eleccions municipals de 2011.
Va ser diputat al Congrés dels Diputats a la seva xii legislatura (2016-2019), on va formar part com a vocal de la Comissió d'Interior i de la Comissió de Cooperació Internacional per al Desenvolupament i com a portaveu a la Comissió sobre Seguretat Viària i Mobilitat Sostenible.
Candidat dins la llista del PSOE a Guadalajara per a les eleccions a les Corts de Castella-la Manxa de 2019, va ser elegit diputat del parlament regional. Va ser elegit com a president de la cambra a la sessió constitutiva de la seva desena legislatura.